# 町割
町割（まちわり）とは、前近代の日本の都市に関する用語。一定範囲の土地に複数の街路（場合により水路も含む）を整備し、それによって土地を区画整備すること。およびそれによって出来上がった都市形態、またはその中の各区画。さらにその各区画内の町並みを呼ぶこともある。
各町割の内部の地割、個々の敷地に関する地割は特に「屋敷割（やしきわり）」とも称する。

## 概要
日本における町割の歴史は、律令国家における条坊制に基づく都城（京）の建設に遡る。京都の原点となった平安京もこうした都市計画の上で成り立った都市で南北に区切られた40丈（約120m）四方からなる「町」が碁盤上に並べられていたが、実際には数町規模に及ぶ公卿の邸宅や四行八門制と称された南北の通りにのみ面するように1町の内部を区切った庶民の住宅など様々な敷地割があった。この形態も中世には崩れ、1つの街区が四面からなる四面町が形成され、その四面のそれぞれが自立して「丁」と呼ばれるようになり、更に道路を挟んで向かい合わせた丁同士が結びついて1つの区域を構成する両側町へと移行するようになる。これは、京都の庶民、特に商工業者の発言力が高まってその便宜によるところが大きいとされている。正方形街区と両側町の仕組は江戸時代初期の江戸の都市計画にも影響を与えたとされている。なお、京都では豊臣政権の天正地割によって正方形街区の中央に南北の小路を通すなどの方法で長方形街区への再編成も行われているが、両側町の仕組は維持され、各地の城下町に影響を与えることになる。。
中世に入ると、各地に港町や宿場町・寺内町などが形成され、それぞれの事情に応じた町割が行われるようになった。天正地割で採用され、近世の町割に大きな影響を与えた長方形街区も元は寺内町にその原型が見られる。更に戦国時代に入ると各地に城下町が形成され、町全体を武家地・町人地・寺社地などに地割し、更にその内部に街路を通して個々の敷地を割り当てる「屋敷割」を行い、町人地の場合にはその前提として職人町と商人町の編制、更に業種ごとの居住区の編制（鍛冶町・紺屋町・紙屋町・材木町・伝馬町……など）を行った上で敷地の地割を行った。安土桃山時代以降に入ると、城に惣構を設ける大名も現れ、城下町全体を惣構で取り囲むもの（総郭型）、武士階級を惣構内部・庶民階級を惣構外部と隔離したもの（郭内専士型）、これを一部修正して特定商工業者を武士とともに惣構内部に置いたもの（内町外町型）、惣構の無かった戦国時代以来の町割が引き続き行われたもの（戦国期型）、惣構が知られた近世期に惣構を導入せずに城下町を建設したもの（開放型）など様々な形態の町割を持った城下町が建設された（ただし、江戸や金沢・仙台クラスの大規模城下町だとこの分類の類型では説明が困難となる）。また、街路による個々の町の地割も条坊制以来の正方形による碁盤型と天正地割以来の長方形の短冊型に分けることが出来る。
明治以降の近代都市の中にはこうした近代以前の町割の影響を残したまま整備された都市もあるが、一方で災害や戦災、自動車交通の発展に伴って新たな都市計画が導入されたことによって破壊・消滅した町割も少なくはない。
なお、現代における街区設定などによる都市計画も町割と称する。

## 町割が行われた主な歴史的都市形態
- 城下町
- 陣屋町
- 門前町・鳥居前町
- 宿場町
- 港町
- 在郷町
- 都城

など